# Macratria semiannulipes
Macratria semiannulipes es una especie de coleóptero de la familia Anthicidae.

## Distribución geográfica
Habita en Tonkín (Vietnam).